# Ӂ
Ӂ (minuscule : ӂ), appelé jé brève, est une lettre additionnelle de l’alphabet cyrillique. Elle est formée d’un Ж diacrité d’une brève. Elle a été inventée par les linguistes soviétiques pour deux langues non-slaves :
- en gagaouze, elle note la consonne affriquée post-alvéolaire voisée d͡ʒ. Elle correspond au ‹ ğ › de l’alphabet latin gagaouze ;
- en moldave (ou roumain), elle note la consonne affriquée post-alvéolaire voisée d͡ʒ. Elle correspond au ‹ g › de l’alphabet latin moldave devant voyelle.

Dans d’autres langues, la jé brève correspond aux digraphes ‹ дж › ou ‹ чж ›, à la lettre tché cramponné ‹ Ҷ ›, la lettre tché barre verticale ‹ Ҹ ›, la lettre dché ‹ Џ ›, la lettre tché khakasse ‹ Ӌ ›, la lettre jé tréma ‹ Ӝ ›, ou à la lettre jé cramponné  ‹ Җ ›.

## Représentations informatiques
Le jé brève peut être représenté avec les caractères Unicode suivants :
- précomposé (cyrillique) :

| formes    | représentations | chaînes de caractères | points de code | descriptions                         |
| --------- | --------------- | --------------------- | -------------- | ------------------------------------ |
| capitale  | Ӂ               | Ӂ                     | U+04C1         | lettre majuscule cyrillique jé brève |
| minuscule | ӂ               | ӂ                     | U+04C2         | lettre minuscule cyrillique jé brève |

- décomposé (cyrillique, diacritiques) :

| formes    | représentations | chaînes de caractères | points de code | descriptions                                     |
| --------- | --------------- | --------------------- | -------------- | ------------------------------------------------ |
| capitale  | Ӂ               | Ж◌̆                    | U+0416 U+0306  | lettre majuscule cyrillique jé diacritique brève |
| minuscule | ӂ               | ж◌̆                    | U+0436 U+0306  | lettre minuscule cyrillique jé diacritique brève |